# Saint-Nazaire-les-Eymes
Saint-Nazaire-les-Eymes és un municipi francès situat al departament de la Isèra i a la regió d'Alvèrnia-Roine-Alps. L'any 2007 tenia 2.786 habitants.

## Demografia

### Població
El 2007 la població de fet de Saint-Nazaire-les-Eymes era de 2.786 persones. Hi havia 995 famílies de les quals 159 eren unipersonals (66 homes vivint sols i 93 dones vivint soles), 348 parelles sense fills, 423 parelles amb fills i 65 famílies monoparentals amb fills.
La població ha evolucionat segons el següent gràfic:
Habitants censats

### Habitatges
El 2007 hi havia 1.076 habitatges, 1.022 eren l'habitatge principal de la família, 12 eren segones residències i 42 estaven desocupats. 924 eren cases i 145 eren apartaments. Dels 1.022 habitatges principals, 870 estaven ocupats pels seus propietaris, 129 estaven llogats i ocupats pels llogaters i 23 estaven cedits a títol gratuït; 8 tenien una cambra, 33 en tenien dues, 109 en tenien tres, 197 en tenien quatre i 675 en tenien cinc o més. 908 habitatges disposaven pel capbaix d'una plaça de pàrquing. A 279 habitatges hi havia un automòbil i a 709 n'hi havia dos o més.

### Piràmide de població
La piràmide de població per edats i sexe el 2009 era:
| Homes | Edats   | Dones |
| ----- | ------- | ----- |
| 0     | 95 o +  | 0     |
| 0     | 90 a 94 | 12    |
| 4     | 85 a 89 | 8     |
| 20    | 80 a 84 | 20    |
| 32    | 75 a 79 | 28    |
| 32    | 70 a 74 | 40    |
| 72    | 65 a 69 | 52    |
| 60    | 60 a 64 | 88    |
| 112   | 55 a 59 | 84    |
| 100   | 50 a 54 | 96    |
| 80    | 45 a 49 | 104   |
| 72    | 40 a 44 | 120   |
| 60    | 35 a 39 | 56    |
| 72    | 30 a 34 | 72    |
| 36    | 25 a 29 | 40    |
| 80    | 20 a 24 | 72    |
| 88    | 15 a 19 | 60    |
| 84    | 10 a 14 | 76    |
| 80    | 5 a 9   | 76    |
| 76    | 0 a 4   | 48    |

## Economia
El 2007 la població en edat de treballar era de 1.731 persones, 1.212 eren actives i 519 eren inactives. De les 1.212 persones actives 1.139 estaven ocupades (632 homes i 507 dones) i 73 estaven aturades (34 homes i 39 dones). De les 519 persones inactives 169 estaven jubilades, 212 estaven estudiant i 138 estaven classificades com a «altres inactius».

### Ingressos
El 2009 a Saint-Nazaire-les-Eymes hi havia 1.094 unitats fiscals que integraven 3.011 persones, la mediana anual d'ingressos fiscals per persona era de 29.089 €.

### Activitats econòmiques
Dels 100 establiments que hi havia el 2007, 1 era d'una empresa alimentària, 3 d'empreses de fabricació d'altres productes industrials, 22 d'empreses de construcció, 18 d'empreses de comerç i reparació d'automòbils, 4 d'empreses de transport, 4 d'empreses d'informació i comunicació, 3 d'empreses financeres, 9 d'empreses immobiliàries, 17 d'empreses de serveis, 15 d'entitats de l'administració pública i 4 d'empreses classificades com a «altres activitats de serveis».
Dels 23 establiments de servei als particulars que hi havia el 2009, 3 eren tallers de reparació d'automòbils i de material agrícola, 2 paletes, 3 guixaires pintors, 2 fusteries, 5 lampisteries, 3 electricistes, 1 empresa de construcció, 1 perruqueria i 3 agències immobiliàries.
Dels 5 establiments comercials que hi havia el 2009, 1 era una gran superfície de material de bricolatge, 1 una fleca, 1 una llibreria, 1 un drogueria i 1 una perfumeria.
L'any 2000 a Saint-Nazaire-les-Eymes hi havia 5 explotacions agrícoles.

## Equipaments sanitaris i escolars
L'únic equipament sanitari que hi havia el 2009 era una farmàcia.
El 2009 hi havia 1 escola maternal i 1 escola elemental.

## Poblacions més properes
El següent diagrama mostra les poblacions més properes.